# Paul Dano
Paul Franklin Dano (/ˈdeɪnoʊ/ sinh ngày 19/6/1984) là nam diễn viên, nhạc sĩ người Mỹ. Anh bắt đầu sự nghiệp từ sân khấu Broadway, sau đó tham gia phim điện ảnh đầu tay The Newcomers (2000). Năm 2001, anh giành được Giải Tinh thần độc lập ở hạng mục "Vai diễn đầu tiên xuất sắc nhất" cho vai diễn trong phim L.I.E.. Năm 2006, anh cũng nhận được nhiều đánh giá tích cực cho vai Dwayne Hoover trong phim điện ảnh Little Miss Sunshine. Với hai vai diễn Paul và Eli Sunday trong "There Will Be Blood" (2007) của đạo diễn Paul Thomas Anderson, anh được một đề cử giải BAFTA cho Nam phụ xuất sắc nhất.

## Thời thơ ấu
Dano sinh ở thành phố New York, Mỹ. Mẹ anh là bà Gladys (nhũ danh: Pipp), làm nội trợ, cha anh là ông Paul A. Dano, một nhà tư vấn tài chính. Anh có một em gái tên Sarah và một anh trai tên Roy.

## Đời tư
Dano hẹn hò với nữ diễn viên, biên kịch Zoe Kazan từ năm 2007. Cả hai có một con gái chung, sinh tháng 8/2018.

## Danh sách phim

### Điện ảnh
| Năm  | Tên                | Vai           | Ghi chú |
| ---- | ------------------ | ------------- | ------- |
| 2000 | The Newcomers      | Joel          |         |
| 2001 | L.I.E.             | Howie Blitzer |         |
| 2002 | The Emperor's Club | Martin Blythe |         |
| 2004 | The Girl Next Door | Klitz         |         |
| 2004 | Taking Lives       | Young Asher   |         |
| 2010 | The Extra Man      | Louis Ives    |         |
| 2010 | Meek's Cutoff      | Thomas Gately |         |
| 2010 | Knight and Day     | Simon Feck    |         |
| 2022 | The Batman         | Riddler       |         |

### Truyền hình
| Năm       | Tên                   | Vai             | Ghi chú             |
| --------- | --------------------- | --------------- | ------------------- |
| 1998      | Smart Guy             | Nicholas        | Tập: "She Got Game" |
| 2002      | Too Young to Be a Dad | Matt Freeman    |                     |
| 2002–2004 | The Sopranos          | Patrick Whalen  | 2 tập               |
| 2016      | War & Peace           | Pierre Bezukhov | Sê-ri ngắn (6 tập)  |
| 2018      | Escape at Dannemora   | David Sweat     | Sê-ri ngắn (7 tập)  |